# DOCSIS
DOCSIS (англ. Data Over Cable Service Interface Specifications — Специфікації інтерфейсу служби даних-через-кабель) — група специфікацій CableLabs, що провадить стандарти для забезпечення передавання даних з використанням кабельної телевізійної інфрастуктури (Coax abo HFC). Станом на 2024 рік актуальними версіями DOCSIS є 3.1 та 4.0.
DOCSIS-стандарти включають документи, що описують такі аспекти:
1. Концепція та опис моделі конвергентних мереж кабельного доступу (CCAP)
2. Вимоги до налаштування, управління відмовами та продуктивністю CCAP
3. Системний інтерфейс підтримки операцій для кабельного модему (OSSI)
4. Протокол обміну даних між CMTS та кабельних модемів (Протокол MAC та вищих рівнів, MULPI)
5. Інтерфейси між MAC та PHY (DEPI, UEPI)
6. Фізичне середовище (PHY)
7. Вимоги до віддалених PHY-пристроїв (R-PHY)

Спільно з DOCSIS існують також гібридні технології:
1. DPOE (гібрид EPON та DOCSIS) - використання механізмів provisioning для ONU за рахуном механізмів, які використовуються в DOCSIS
2. RFoG (гібрид PON та DOCSIS) - використання HFC, в якому середовище PON замінює Coax

## Історія
В 1995р. опублікована перша редакція стандарту J.83 Digital multi-programme systems for television, sound and data services for cable distribution (Багатопрограмні системи для сервісів телебачення, звуку та даних для розповсюдження кабелем).
В 1998р. на сесії робочої групи ITU в Женеві був схвалений основоположний стандарт J.112 Transmission systems for interactive cable television services, що визначає методи передачі даних мережами кабельного телебачення (CATV). 
Вищевказані стандарти, ITU J.112 і J.83, стали основою для єдиної міжнародної специфікації стандартів - Data Over Cable Service Interface Specification (DOCSIS), розроблених лабораторією CableLabs в співпраці з технологічними компаніями та виробиками устаткування, серед яких:
1. Google
2. Broadcom
3. Harmonic
4. Cisco[4]

Існує декілька версій специфікації DOCSIS:
- DOCSIS 1.0
- DOCSIS 1.1
- DOCSIS 2.0
- DOCSIS 3.0
- DOCSIS 3.1
- DOCSIS 4.0

Цей стандарт передбачає передачу даних абонентові у мережі кабельного телебачення з максимальною швидкістю до 42 Мбіт/с. (при ширині смуги пропускання 6 МГц і використанні багатопозиційної амплітудної модуляції 256 QAM) і отримання даних від абонента з швидкістю до 10,24 Мбіт/с. Він покликаний змінити поширені раніше рішення на основі фірмових протоколів передавання даних і методів модуляції, несумісних один з одним, і має гарантувати сумісність апаратури різних виробників.
Прийняті ITU документи містять також три застосування, що враховують специфічні особливості американського, європейського і японського ринків послуг CATV і поширені в цих регіонах стандарти (NTSC, PAL, SECAM).
EURODOCSIS регламентує прийнятий для Європи розподіл частот прямого і зворотного каналу, обумовлює роботу із смугою 8 Мгц.
Стандарт DOCSIS 1.1 додатково передбачає наявність спеціальних механізмів, що поліпшують підтримку IP-телефонії, зменшують затримки при передачі мови (наприклад, механізми фрагментації і збірки великих пакетів, організації віртуальних каналів і визначення пріоритетів. Наприклад зважаючи на те що звукова інформація (з каналу голосового зв'язку) є нагальнішою, і на відміну від каналу звичних даних — затримки в часі тут є критичними — очевидно і пріоритет каналу такої інформації мусить бути дещо вищим.
DOCSIS має пряму підтримку протоколу IP з нефіксованою довжиною пакетів, на відміну від DVR-RC, який використовує АТМ Cell transport для передачі IP-пакетів (тобто, IP-пакет спочатку переводиться у формат АТМ, який потім передається кабелем; на іншій стороні проводиться зворотний процес). Фіксований розмір ATM-пакетів не дозволяє[джерело?] працювати таким службам, як Voice over IP (передавання голосової і відеоінформації) — недолік, якого позбавлений DOCSIS. До того ж, більшість IP-пакетів дещо більші за АТМ-пакети, тому для передачі одного IP-пакету доводиться використовувати два АТМ-пакети, що призводить до втрат продуктивності в 30-50 %, чим і обумовлена менша ефективність цього стандарту.

## Обладнання
Архітектура DOCSIS включає два основних компоненти: 
1. Кабельний модем (CM), що міститься в помешканні споживача
2. Термінальна система кабельних модемів (CMTS), розміщена зі сторони провайдера.

Реалізація CMTS можлива декількома шляхами:
1. I-CMTS - інтегрована, IP, MAC та PHY-модулі якої розташовані в єдиному корпусі.[5]
2. M-CMTS - модульна, MAC та PHY-модулі якої рознесені в просторі. Всі PHY-пристрої позначаються, як Edge-QAM. Для синхронізації в часі введене поняття протоколу DTI (DOCSIS Timing Interface). [6]
3. vCMTS - віртуальна CMTS, варіація M-CMTS, де функціонування IP та MAC реалізоване з використанням програмного забезпечення на фізичному сервері.[7]
4. Remote CMTS - віддалена CMTS, MAC-рівень реалізований в RMD, фактично всі функції DOCSIS винесені за межі головної станції.[8]

## Загальні специфікації DOCSIS
| Version      | DOCSIS                | DOCSIS                | EuroDOCSIS            | EuroDOCSIS            |
| Version      | Downstream            | Upstream              | Downstream            | Upstream              |
| ------------ | --------------------- | --------------------- | --------------------- | --------------------- |
| 1.x          | 42.88 (38) Mbit/s     | 10.24 (9) Mbit/s      | 55.62 (50) Mbit/s     | 10.24 (9) Mbit/s      |
| 2.0          | 42.88 (38) Mbit/s     | 30.72 (27) Mbit/s     | 55.62 (50) Mbit/s     | 30.72 (27) Mbit/s     |
| 3.0 4channel | +171.52 (+152) Mbit/s | +122.88 (+108) Mbit/s | +222.48 (+200) Mbit/s | +122.88 (+108) Mbit/s |
| 3.0 8channel | +343.04 (+304) Mbit/s | +122.88 (+108) Mbit/s | +444.96 (+400) Mbit/s | +122.88 (+108) Mbit/s |